# 互棱齒象屬
互棱齒象屬為長鼻目互棱齒象科下已滅絕的一屬，生存於中新世晚期至更新世早期（約700-150萬年前）的非洲、歐洲與亞洲。

## 分類學

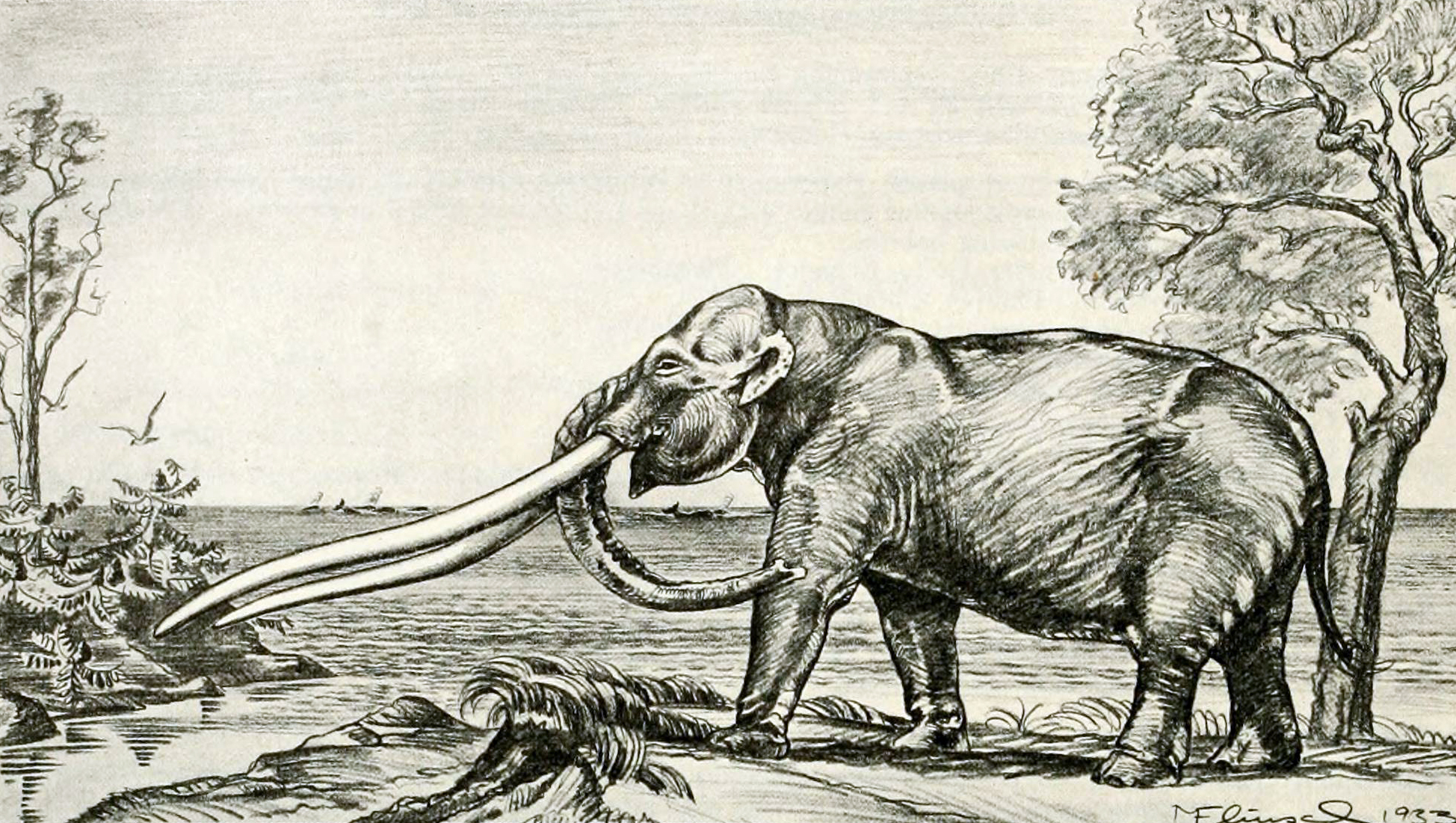
互棱齒象復原圖

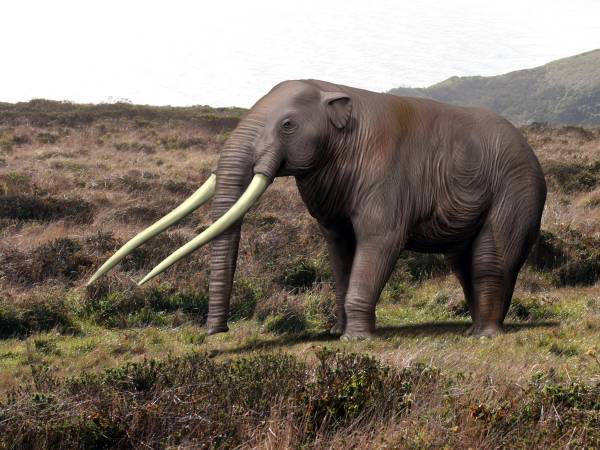
互棱齒象（A. arvernensis）

互棱齒象屬為互棱齒象科的模式屬，最早由奧古斯特·艾馬德於1855年命名，最早被分類於嵌齒象科下，但在之後由McKenna & Bell (1997)、Kalb & Froelich (1995)、Shoshani & Tassy (2005)改分類至象科。之後Hautier et al. (2009)將互棱齒象屬分類於嵌齒象科的互棱齒象亞科下。近年，互棱齒象屬與其他同樣原屬於嵌齒象科的四稜齒象演化支被移出嵌齒象科並分類至獨立的互棱齒象科下。

## 描述
互棱齒象屬肩高可達3（9.8英尺），體重可達55公噸（4.9長噸；5.5短噸），外型與現存大象近似，但四肢較短，且具有較長的象牙，最長可達4（13英尺），可能是可用以自我防衛，和現今的大象類似。互棱齒象的臼齒和現今的大象不同，不具有皺褶，而是具有牙尖，類似於貘或豬的臼齒。互棱齒象棲息於森林，推測牠們是以樹和灌木還有挖掘地下的塊莖與塊根為食，當森林逐漸被草原取代時，互棱齒象也走向滅絕；然而從300-400萬年前衣索比亞互棱齒象牙齒化石琺瑯質中的碳同位素分析卻顯示，牠們主要是以C4類植物為食。

## 圖庫

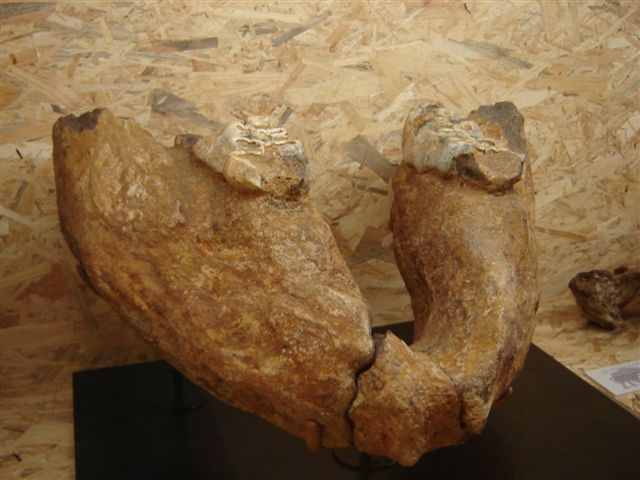
互棱齒象下顎化石
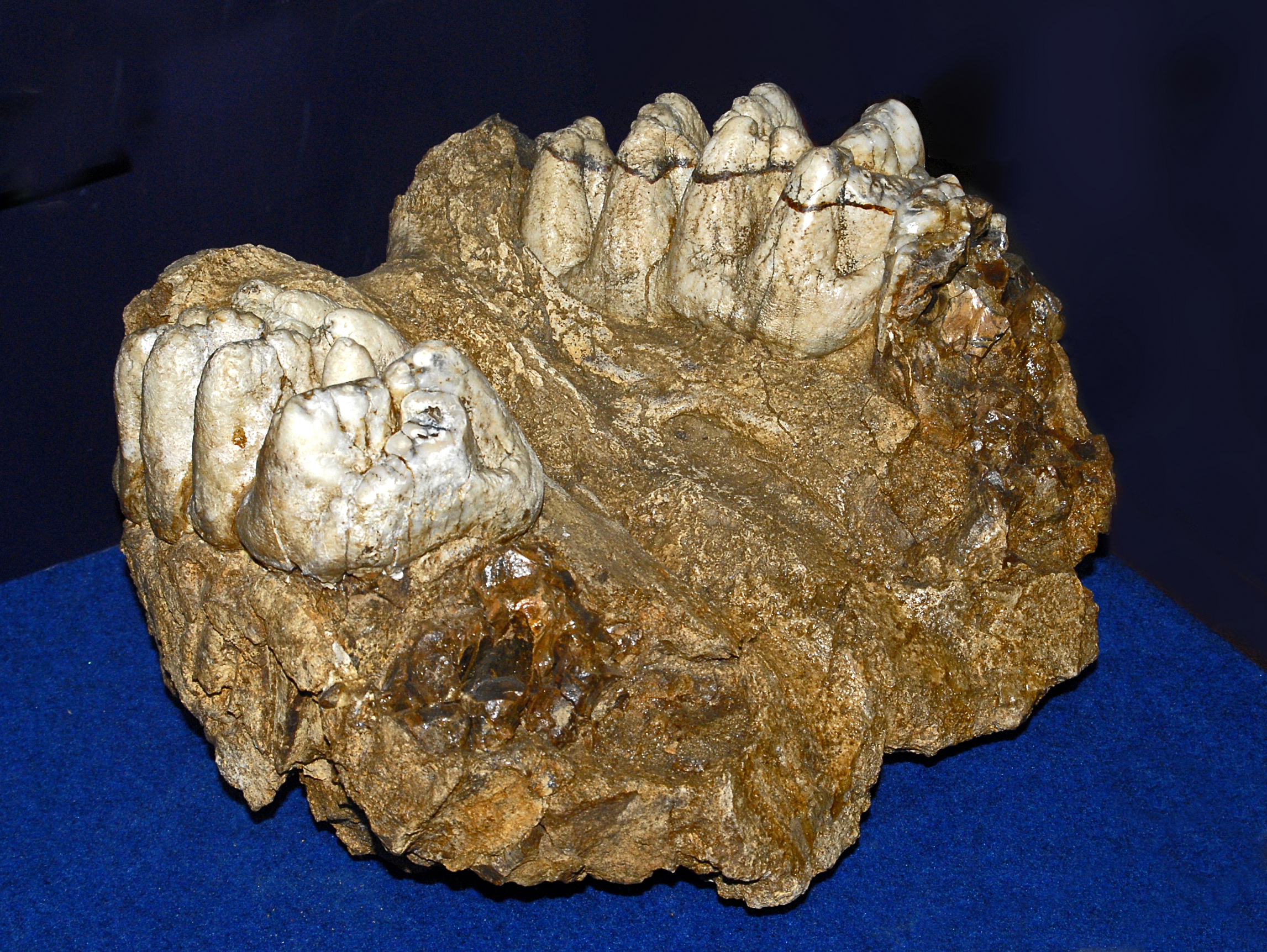
互棱齒象（Anancus  arvernensis）下顎化石，發現於義大利第四紀地層
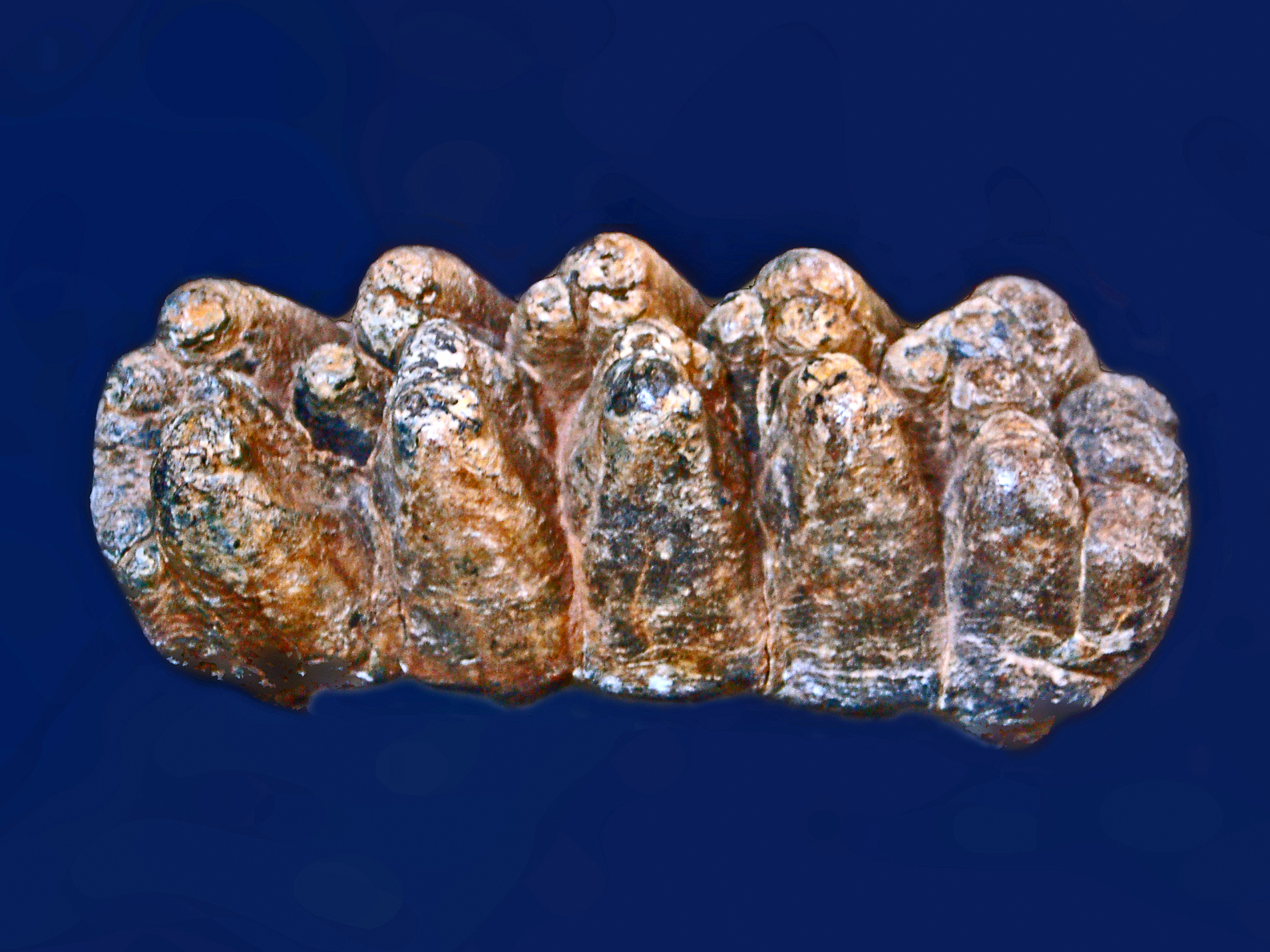
互棱齒象（Anancus  arvernensis）臼齒化石